# Vojtěch Řepa
Vojtěch Řepa (* 14. srpna 2000) je bývalý český profesionální silniční cyklista, jenž naposledy jezdil za UCI ProTeam Equipo Kern Pharma. Od roku 2025 působí jako sportovní ředitel v ženském týmu VIF Cycling Team.

## Kariéra

### Equipo Kern Pharma (2021–2023)
V listopadu 2020 bylo oznámeno, že Řepa podepsal dvouletý kontrakt s UCI ProTeamem Equipo Kern Pharma od sezóny 2021.

#### Sezóna 2023
Řepa svou sezónu 2023 zahájil v lednu na jednorázovém závodu Clàssica Comunitat Valenciana 1969, který dokončil na 92. místě. V březnu se v Portugalsku zúčastnil jednodenního závodu Clássica da Arrabida a etapového závodu Volta ao Alentejo; oba nedokončil. Na začátku května Řepa oznámil, že s okamžitou platností ukončuje profesionální kariéru. Zároveň však prohlásil, že ze světa cyklistiky neodchází a že se v něm hodlá dále uplatňovat.

## Hlavní výsledky
2018
Národní šampionát
3. místo silniční závod juniorů
2019
Národní šampionát
4. místo časovka do 23 let
2020
Národní šampionát
 vítěz silničního závodu do 23 let
3. místo časovka do 23 let
Tour of Małopolska
 celkový vítěz
 vítěz soutěže mladých jezdců
Mistrovství Evropy
 3. místo silniční závod do 23 let
2021
Národní šampionát
5. místo časovka do 23 let
2022
Kolem Slovinska
5. místo celkově
 vítěz soutěže mladých jezdců

### Výsledky na Grand Tours
| Grand Tour      | 2022 |
| --------------- | ---- |
| Giro d'Italia   | —    |
| Tour de France  | —    |
| Vuelta a España | 77   |

| —   | Nezúčastnil se |
| DNF | Nedokončil     |